# إدوارد باتلر (لاعب كريكت)
إدوارد باتلر (بالإنجليزية: Edward Butler)‏ (10 أبريل 1883 في أستراليا - 23 أغسطس 1916 في فرنسا) هو لاعب كريكت أسترالي. لعب مع فريق تسمانيا للكريكت.

## وصلات خارجية
- إدوارد باتلر (لاعب كريكت) على موقع إي آس بي آن كريك إنفو (الإنجليزية)